# Melinoides priscanaria
Melinoides priscanaria är en fjärilsart som beskrevs av William Schaus 1921. Melinoides priscanaria ingår i släktet Melinoides och familjen mätare. Inga underarter finns listade i Catalogue of Life.